# Bateria do Capelo
A Bateria do Capelo localizava-se na freguesia do Capelo, no concelho da Horta, na costa oeste da ilha do Faial, nos Açores.
Em posição dominante sobre este trecho do litoral, constituiu-se em uma fortificação destinada à defesa deste ancoradouro contra os ataques de piratas e corsários, outrora frequentes nesta região do oceano Atlântico.

## História
A "Relação" do marechal de campo Barão de Bastos em 1862 refere-a e informa que se encontra arruinada. A seu respeito observa ainda: "Idem Idem" ("Pode desde já desprezar-se, porque alem de não ser efficaz para a defeza da ilha, por isso é que esta é acessível por todos os lados, e as fortificações se achão tão arruinadas que teria de se fazer avultadas despezas para a sua reedificação.")
A estrutura não chegou até aos nossos dias.